# Wankeldieselmotor
Der Wankeldieselmotor war die Idee der Realisierung des Dieselkreisprozesses in einem Kreiskolbenmotor. In den 1960er-Jahren starteten die Versuche, die bis 1974 andauerten. Unter anderem betrieben Rolls-Royce, der „Diesel-Ring“ (MAN, KHD, Krupp und Daimler-Benz) und Felix Wankel jeweils eigene Entwicklungen. Letztlich kam der Wankeldieselmotor aber infolge technischer Unzulänglichkeiten nie über ein frühes Versuchsstadium hinaus und gilt daher als nicht funktionsfähig.

## Funktionsweise

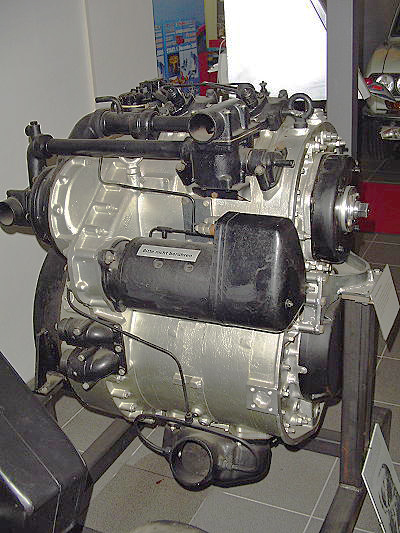
Versuchsmotor 2-R6 von Rolls-Royce

Ein Wankeldieselmotor ist konstruktiv ähnlich einem konventionellen Viertaktwankelmotor aufgebaut, unterscheidet sich aber von ihm grundlegend darin, dass die Merkmale des Dieselmotors verwirklicht sind und aufgrund dessen ein Vorverdichter benötigt wird. Ein wesentliches Kennzeichen des Dieselmotors ist die Selbstzündung des Kraftstoffes durch eine hohe Kompression. Erreicht wird dies beim Dieselmotor durch ein hohes Verdichtungsverhältnis. Durch die Bauform des Brennraumes ist es beim Wankelmotor grundsätzlich nicht möglich, ohne einen Vorverdichter ein ausreichend hohes Verdichtungsverhältnis zu erzielen, um die Selbstzündung des Kraftstoffes zuverlässig einzuleiten. Für die Bauart des Vorverdichters gibt es mehrere Ansätze. Felix Wankel konstruierte ihn als separaten Kompressor, während Rolls-Royce einen 8-förmigen Kreiskolbenmotor mit zwei Kreiskolben baute, dessen großer Kreiskolben als Vorverdichter diente.

## Gründe für die Entwicklung des Wankeldieselmotors
Der Nachteil von Ottomotoren gegenüber Dieselmotoren ist der niedrigere Wirkungsgrad. Allerdings überwogen in den späten 1960er-Jahren noch die Vorteile: Ottomotoren waren leichter, leiser und vibrationsärmer als Dieselmotoren, was insbesondere für den Antrieb von Pkw von Bedeutung war. Wankelmotoren zeichnen sich durch eine niedrige Masse und ruhigen Motorlauf aus, sodass es Überlegungen gab, den Dieselkreisprozess in einem Wankelmotor zu realisieren, um so einen kompakten, leichten, vibrationsarmen, aber dennoch sparsamen Motor zu konstruieren. Ein anderer Ansatz war die Entwicklung eines klassischen Wankelmotors, der mit preisgünstigen Dieseltreibstoffen betrieben werden kann, aber nicht nach dem Dieselverfahren arbeitet. Die EPA ließ untersuchen, ob Wankelmotoren mit Dieselverfahren womöglich ein besseres Abgasverhalten als konventionelle Ottomotoren aufweisen.

## Verschiedene Entwicklungen

### Diesel-Ring
Als „Diesel-Ring“ wird die gemeinsame Koordination der Forschungsprogramme der deutschen Motorenindustrie bezeichnet, namentlich waren Klöckner-Humboldt-Deutz, Daimler-Benz, MAN und Krupp beteiligt. Die Entwicklungen wurden 1969 eingestellt, weil die Brennraumform des Wankelmotors als ungeeignet eingestuft wurde. Ausschlaggebend für die Einstellung war möglicherweise aber auch, dass die genannten Unternehmen gut auf dem Markt etablierte Hubkolbendieselmotoren bauten und seitens der Leitungsebene wenig Interesse bestand, das funktionierende Hubkolbenprinzip zu ändern.

### Rolls-Royce
Rolls-Royce begann 1965 mit der Entwicklung eines Wankeldieselmotors im Auftrag des britischen Verteidigungsministeriums. Fritz Feller war leitender Entwickler. Man erkannte früh, dass im Wankelmotor ohne Hilfsmittel kein ausreichend hohes Verdichtungsverhältnis für die Selbstzündung erreicht werden konnte und favorisierte daher einen Motor mit kreiskolbenförmigem Vorverdichter, doch erste Versuche gab es zunächst mit einem modifizierten NSU-Wankelmotor, der provisorisch mit aufgeheizter Druckluft betrieben wurde. Es zeigte sich, dass die Dichtungen des Gehäuses unzureichend waren, sodass neue Dichtungen entwickelt werden mussten. Auch stellte sich die Brennraumform als problematisch heraus, weshalb sich ein Großteil der Entwicklungsarbeit auf die Konstruktion eines geeigneten Brennraums konzentrierte, der eine ausreichend gute Vermischung von Kraftstoff und Luft ermöglichen würde. Zunächst experimentierte man mit Vorkammereinspritzung, was jedoch verworfen wurde, weil die ungünstige Gehäusebauform des Wankelmotors die Unterbringung der Vorkammer problematisch erscheinen ließ. Die ersten 8-förmigen Prototypen mit zwei Kreiskolben waren der R4 und der R5. Beim R5 sollte der untere Kreiskolben nur zum Vorverdichten dienen, das Auspuffgas sollte nicht über den unteren Kreiskolben zurückströmen, sondern eine separate Abgasturbine antreiben. Ob es Prüfstandsläufe dieser Motoren gegeben hat, ist nicht bekannt.
Anfang 1971 war der Prototyp 2-R6 fertiggestellt. Dieser Motor hatte einen 8-förmigen Aufbau mit dem kleinen Hauptkreiskolben oben und dem großen Vorverdichterkreiskolben darunter. Der Kraftstoff wurde in den oberen Brennraum direkteingespritzt. Die Kammern der beiden Kreiskolben waren miteinander verbunden, sodass die vorverdichtete Luft in den Einlass der Hauptkammer strömte und das Abgas wieder auf den Kreiskolben der Vorverdichterkammer traf, ehe es in den Auspuff strömte. Beide Kreiskolben waren im Verhältnis 1 : 1 miteinander verbunden und drehten in dieselbe Richtung. Die Kraft wurde vom Vorverdichterkreiskolben abgenommen. Der Motor sollte ein Verdrängungsvolumen von 396 in3 (6489 cm3) haben, 350 hp (261 kW) bei 4500 min−1 leisten und 929 lb (421 kg) wiegen, was 1971 etwa der Hälfte der Masse eines konventionellen Hubkolbendieselmotors derselben Leistung entsprochen hätte. Weitere Pläne sahen die Entwicklung eines Motors mit 700 hp (522 kW) vor. Tatsächlich konnte jedoch schon der Motor mit 350 hp projektierter Leistung nicht verwirklicht werden. Trotz Leichtmetall wog der Motor etwa 1150 lb (522 kg) und die Leistung betrug lediglich 180 hp (134 kW). Ob dieser Motor je aus eigener Kraft lief, ist zweifelhaft. Bei den beschriebenen Prüfstandsläufen dieses Wankeldieselmotors war stets extern zugeführte, vorgewärmte Druckluft notwendig. Dabei wurde zum Vorwärmen und Vorverdichten der Ansaugluft mehr Leistung benötigt, als der Motor selbst erzeugen konnte. Womöglich aus finanziellen Gründen wurde die Weiterentwicklung des 2-R6 1974 eingestellt. Mutmaßungen zufolge war der Jom-Kippur-Krieg ausschlaggebend, der das Britische Militär das Interesse an einem kompakten Antrieb für Panzer verlieren ließ, sodass Zahlungen an Rolls-Royce für die Entwicklung des Motors eingestellt wurden und das Unternehmen zahlungsunfähig wurde. Entscheidend für die Einstellung des Projekts war jedoch, dass es technisch nicht möglich erschien, einen dauerhaft funktionsfähigen Wankeldieselmotor zu bauen.

### Felix Wankel
Der von Felix Wankel entworfene Wankeldieselmotor hat zwei kleeblattförmige Gehäuse mit dazwischenliegendem Vorverdichtergehäuse, die auf einer Längsachse liegen. Anders als beim konventionellen Wankelmotor sind die Kreiskolben nicht drei-, sondern viereckig, während der Vorverdichter die Form einer Ellipse und zwei Ecken hat. Trotz dieser ungewöhnlichen Konstruktion war der Motor unter Testbedingungen auf dem Prüfstand lauffähig. Ein weiterer Prototyp für grundlegende Testversuche hatte ein Gehäuse und einen Kreiskolben mit einem Verdrängungsvolumen von 700 cm3. Auf dem Leistungsprüfstand lief dieser Motor für rund 20 Stunden und erreichte eine Drehzahl von 5500 min−1, bei 3500 min−1 wurde ein Drehmoment von 60 N·m abgegeben.

## Ursachen für die mangelnde Funktionsfähigkeit
Eine Ursache für die unzureichende Funktionsfähigkeit ist die konvexe, langgestreckte ungünstige Brennraumform des Kreiskolbens, die trotz Vorverdichter keine ausreichend hohe Verdichtung ermöglicht. Es ist immer der Einsatz extern zugeführter vorverdichteter Luft nötig. Des Weiteren ist der Brennraum ungünstig geformt, sodass der Einspritzstrahl nicht optimal zum Brennraum hin ausgerichtet werden kann. Die Folge dessen ist, dass der Kraftstoff nicht vollständig verbrennt; in einem im Auftrag der EPA untersuchten Prototypen nach der Rolls-Royce-Bauart fanden sich übermäßig viele Kohlenwasserstoffe und Kohlenstoffmonoxid im Abgas.